# Лето (пчеларство)

Лето је отвор на кошници кроз који пчеле улазе и излазе у њу. У природи, то је обична рупа, док се у пчеларству лето обично налази на подњачи. Величина лета треба да буде таква да пчеле са лакоћом пролазе кроз њега али не превелика јер ће олакшати улаз штеточинама (ради даљег спречавања улаза на лето се може ставити чешаљ). Неки пчелари боје лета на различитим кошницама у разне боје да би олакшали оријентацију пчелама.